# أم الرصاص
أم الرصاص قرية تتبع محافظة العاصمة في وسط المملكة الأردنية الهاشمية. كانت قديمًا مدينة تاريخية، اُطلق عليها اسم "كاسرتون ميفعة" كما ورد في نص باللغة اليونانية ضمن فسيفساء تعود إلى العصر الأموي. أسسها الرومان كمعسكرات في البدء من أجل تثبيت النفوذ وحماية طرق التجارة المتجهة من الجزيرة العربية إلى بلاد الشام وبالعكس. إلا أنها نمت لتصبح مدينة ابتداءً من القرن الخامس الميلادي، لتحتل منزلة كبيرة في ذلك الوقت. يحتوي الموقع الأثري فيها على أطلال تعود للفترة الرومانية والبيزنطية، بالإضافة إلى الفترة المبكرة من الحضارة الإسلامية (من نهاية القرن الثالث إلى التاسع ميلادي).
وتُعتبر منطقة أم الرصاص اليوم، من أهم المواقع السياحية الأثرية في الأردن التي يرتادها الحجاج المسيحيون من مختلف مناطق العالم، لما تحويه من معالم دينية قديمة. ويُعد اكتشاف الأرضية الفسيفسائية لكنيسة القديس أسطفان، الاكتشاف الأهم في كل الموقع، والتي تعود إلى عام 785 (تم اكتشافها بعد عام 1986). وتُعتبر هذه الأرضية الفسيفسائية المحافظ عليها جيدًا، الأكبر في الأردن.
تحيط بأم الرصاص، بقايا مناطق زراعية قديمة. كما أن هنالك نظام خاص لجمع المياه على امتداد الموقع استعمل لمياه الشرب وكذلك كنظام لري المزروعات. وبالرغم من احتواءها على الكثير من الكنائس التاريخية وأثارًا لمعسكر روماني كبير، إلا أن معظم أجزاء الموقع لم تُكتشف بعد.
تجدر الإشارة إلى أنه تم إدراج أم الرصاص على قائمة التراث العالمي التابعة لليونسكو في عام 2004، نظراً للمزيج الفريد من الحضارات المختلفة فيها، كما أن معظم كنائسها تم بناؤها بعد الحكم الإسلامي.

## التسمية
تعود تسمية الموقع بهذا الاسم حسب معاجم اللغة إلى جذره، فهو مشتقٌ من الفعل (رصّ)، أي وضع أمرين ملتصقين بعضهما ببعض، كما تعني كلمة (مرصّ) الطلاء بالرصاص، ويشيران هذان الاسمان في علم الأسماء إلى الأسوار المحكمة. وقد ورد اسم المدينة القديم "كاسترون ميفعة" في نص باللغة اليونانية ضمن فسيسفاء تعود إلى العصر الأموي. وقد ورد الاسم الجغرافي (ميفعة) في المصادر الرومانية والعربية، وعند المؤرخ يوسفيوس في كتابه الأسماء الجغرافية (أونوماستكون)، حين ذكر وجود وحدة من الجيش الروماني كان مركزها على حافة الصحراء في ميفعة، كما وردت عند الجغرافي العربي البكري كقرية في البلقاء من سوريا عرفت منذ فجر الإسلام بالمكان الذي التقى به الحنفي زيد بن عمرو بن نوفل براهب تنبّأ بمجيء النبي محمد. وأم الرصاص هو الاسم العربي المحلي الذي عُرفت به لأول مرة للرحالة الغربيين منهم سيتزن عام 1807، وبكنجهام الذي زارها عام 1816.

## الجغرافيا

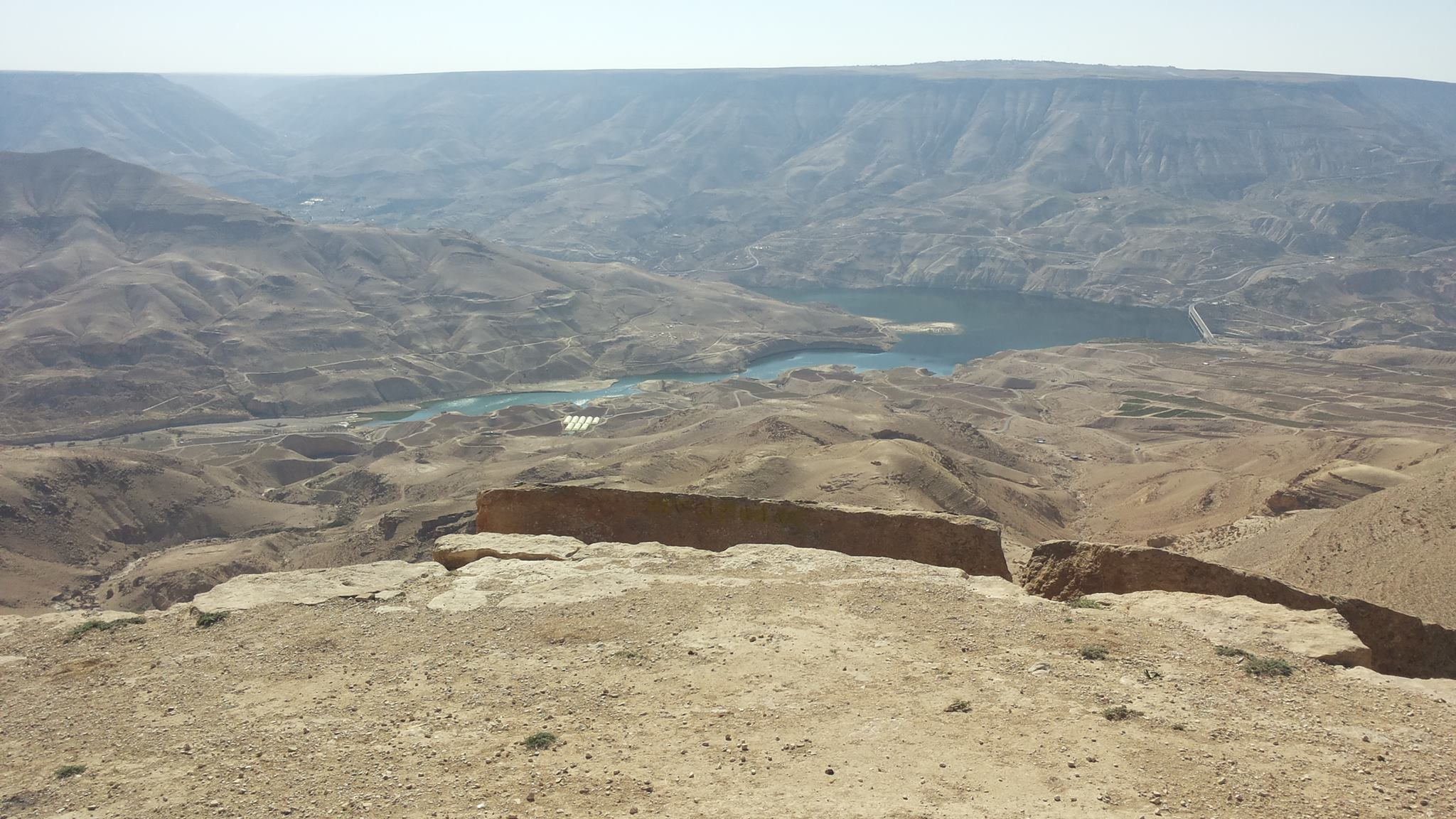
تضاريس المنطقة الوعرة المطلة على وادي الموجب.

تقع قرية أم الرصاص ضمن لواء الجيزة التابع لمحافظة العاصمة، على بعد 5 كم شرق ذيبان. كما تبعد 26 كم جنوب شرقي مدينة مادبا، و60 كم جنوب مدينة عمان. كما تقع القرية على هضبة مادبا الخصبة على ارتفاع 760 متر عن سطح البحر، بين وادي الوالة ووادي الموجب. تبلغ مساحة المدينة القديمة قرابة 2 كم2. وتمتد القرية الحديثة على أطرافها، ويبلغ عدد سكانها 4200 نسمة. كما تُعتبر أحد جيوب الفقر في الأردن.
وتُعد ميفع القديمة، امتدادا لمنظومة تراثية تاريخية تبدأ بمسلة ميشع بذيبان مرورًا بمادبا وجبل نيبو، بحيث يمكن الدخول إليها عن طريق نتل، الزعفران، الرميل، أو عن طريق ذيبان شرق، وأيضًا من الطريق الصحراوي - خان الزبيب. فيما تحتل الآثار الموجودة فيها موقعا عاليًا يمكن رؤيته عن بعد 20 كم وبما مساحته 30 دونمًا تشكله منطقة مغلقة داخل حصن منيع تحيط به أسوار عالية.
كما يُعتبر مناخ القرية مناخًا صحراويًا، حار جاف صيفاً، بارد شتاءً. كما تتساقط الثلوج في بعض أيام السنة.

## التاريخ

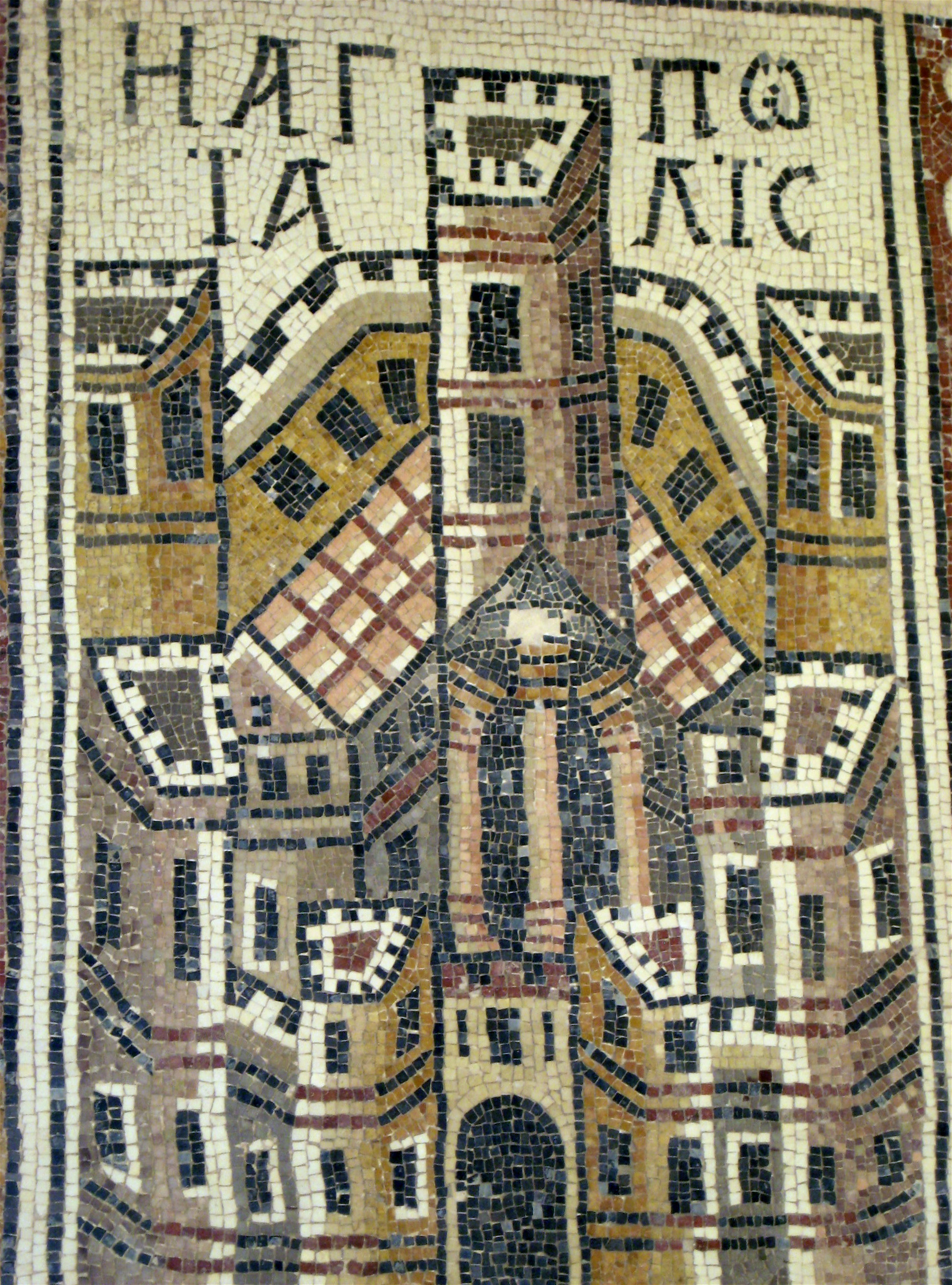
القدس على الأرضية الفسيفسائية بكنيسة القديس ستيفان.

تتمتع ميفعة التي أصبحت الآن أم الرصاص العصرية بتاريخ طويل. حيث أنها ذُكرت في العهد القديم والعهد الجديد للكتاب المقدس. لقد حصنها الرومان، وواصل المسيحيون تزيينها بفسيفساء على الطراز البيزنطي بعد انقضاء أكثر من 100 سنة على بداية حكم الإسلام.
لقد هُدمت معظم جدران هذه المدينة التي تتخذ شكل مربع، غير أنها لا تزال تتضمن مبانٍ عديدة بالإضافة إلى أربع كنائس وبعض الأقواس الصخرية البديعة. تكمن نقطة الاستقطاب الأساسية خارج أسوار المدينة في قلب كنيسة القديس اسطفان التي تتميز بأرض ضخمة مرصوفة بالفسيفساء منذ عام 718 م. لا تزال محفوظة حتى أيامنا هذه. تصور هذه الفسيفساء رسوماً لعدد من المدن البارزة التابعة للأرض المقدسة من جهتي نهر الأردن الشرقية والغربية، حيث تم وصف 8 مدن في فلسطين و9 مدن في الأردن، بالإضافة إلى 10 مدن في دلتا النيل. ومن أهم تلك المدن القدس وميفعة (أم الرصاص) والإسكندرية. هذه التحفة الرائعة هي الثانية من نوعها بعد خارطة فسيفساء مادبا الشهيرة عالمياً التي تصور القدس والأراضي المقدسة. على بعد أقل من كيلومترين من المدينة المحصنة، يثير أعلى برج قديم صامد في الأردن دهشة المتخصصين إذ يبلغ ارتفاعه 15 متراً وليست له أبواب أو بيت سلم داخلي. أصبح البرج حالياً مأوى لأسراب من الطيور.
تعود الأنقاض الرئيسية إلى العهد الروماني، وهي بحجم بلدة صغيرة ذات أبعاد 158x139م، حيث كانت قائمة حامية (Garrison) رومانية. ولكن الزمن والزلازل جعلتها كتلة من الحجارة المتراكمة، مع بعض الأقواس الظاهرة فوق الأنقاض. ومن الواضح أن الحياة المسيحية استمرت دون انقطاع، حتى بعد الفتح الإسلامي للشام عام 636 م. ويوجد داخل الجدار، أربع كنائس، اثنتان منها اُكتشفت مؤخراً، كلاهما من القرن السادس الميلادي. كما كشفت حفريات خارج الجدار الشمالي عن بعض الكنائس الأخرى وأرضيات فسيفسائية من أواخر القرن السادس والثامن. ويوجد إلى شمال الحصن، برج عال، يحوي صلبات منحوتة على ثلاث جهات، وهناك غرفة في أعلى البرج. كما يوجد بالقرب منه كنيسة صغيرة، ومبنى من ثلاثة طوابق وصهاريج منحوتة في الصخر.

### التاريخ المعاصر
أصبحت أم الرصاص بعد انسحاب العثمانيين من شرق الأردن، وإعلان الإمارة فيها، جزءاً من لواء عمّان، والذي يتبعه قضاء مادبا وناحية زيزيا. أما اليوم، فهي مركز قضاء أم الرصاص، التابع للواء الجيزة في محافظة العاصمة. وكان لأبناء القرية في التاريخ المعاصر دورٌ في عدد من المعارك منذ بداية القرن العشرين، حيث كان لهم دور في التصدي لغزوات البدو والتي أُطلق عليها "حرب الأخوين" مع كل قبائل شرق الأردن آنذاك، حيث كان لهم قصب السبق بحكم الموقع. كما شارك أهلها في الثورة العربية الكبرى بقيادة الحسين بن علي ضد الدولة العثمانية. وفي حرب فلسطين عام 1948، حيث سقط عدد منهم في القتال ضد المجموعات الصهيونية.

## آثار المدينة
تتكون المدينة القديمة من ثلاثة أجزاء رئيسية:

### المعسكر الروماني

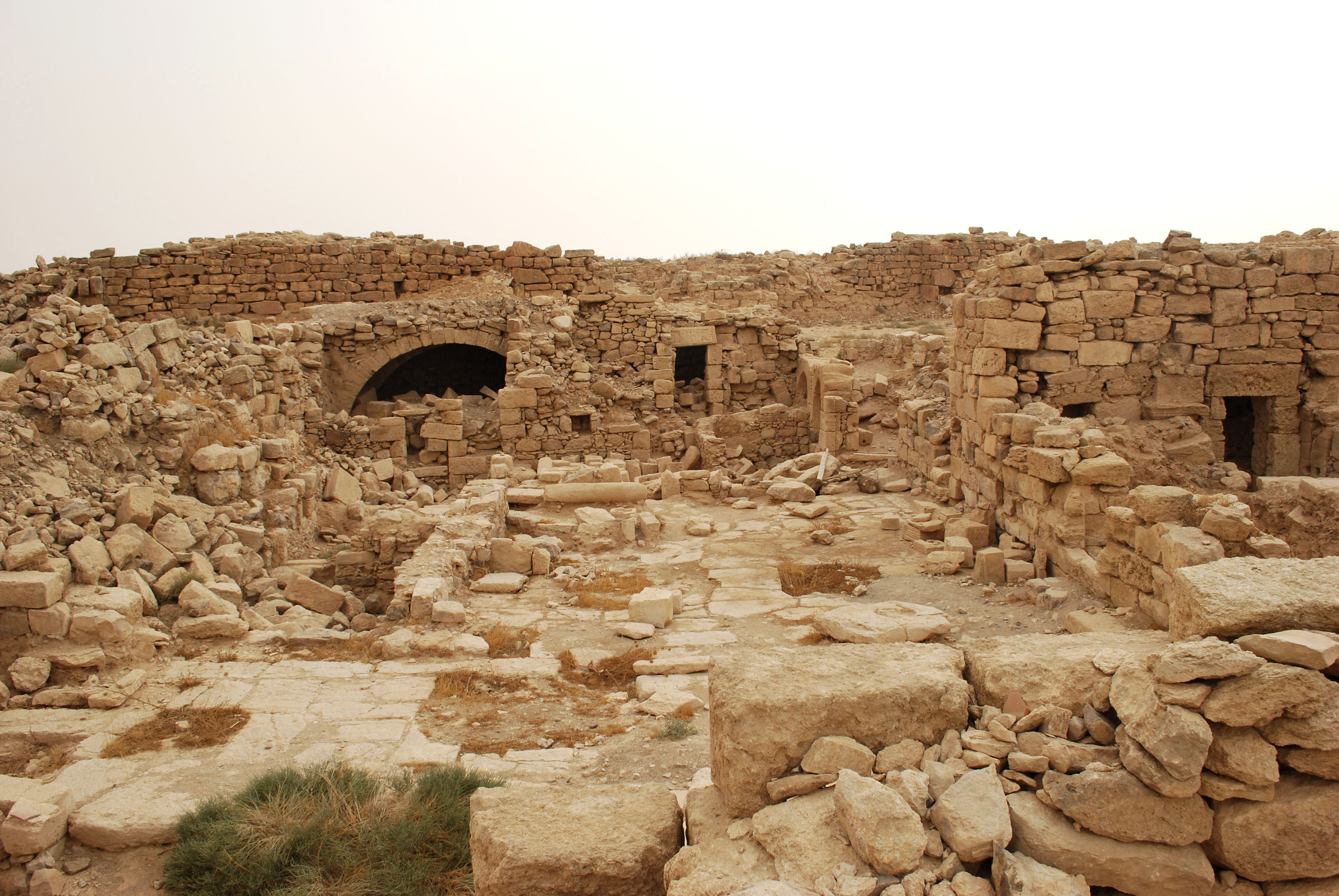
جانب من سور الحصن الروماني.

يحيط به سور بُني بداخله في الفترة البيزنطية عدد من الكنائس، ويعود تاريخه للقرن الثالث الميلادي، وهو مستطيل الشكل يحيط به سور دعم بعدد من الأبراج وله بابان في الواجهتين الشمالية والجنوبية وباب كبير في الواجهة الشرقية حيث كان مقراً للفيلق الروماني الذي كلف بحماية الطريق التجاري السلطاني وحفظ الأمن والإستقرار في المناطق المجاورة لأم الرصاص.

### الكنائس
كشفت التنقيبات الأثرية التي بدأت في عام 1986 عن مجمع ديني يتألف من أربع كنائس، وكنيستين رصفت أرضياتهما بالفسيفساء، هما: كنيسة القديس سيرجيوس، التي بنيت عام 586، وكنيسة القديس أسطفانس، التي بُنيت في القرن الثامن ميلادي، ويفصل بينهما ساحة مكشوفة مبلطة حولت فيما بعد إلى كنيسة بإضافة حنية في الجدار الغربي وتعرف حاليا باسم كنيسة الباحة. كما كشف عن كنيسة الأسقف وائل التي تقع خارج جدار الحصن بلطت أرضيتها بالفسيفساء وأرخت إلى عام 586 م.
توجد داخل المجمع، أربعة أفنية: الفناء الشمالي الشرقي، الفناء الغربي، الفناء الشرقي، الفناء الجنوبي. يحيط بالمجمع ويلتف حوله سور يندمج أحياناً مع جدران بعض فراغاته المعمارية كما هو الحال بالنسبة للجدار الشمالي لكنيسة الاسقف يرجيوس. ويمكن تفصيل أهم هذه الكنائس بالتالي:
كنيسة القديس أسطفان

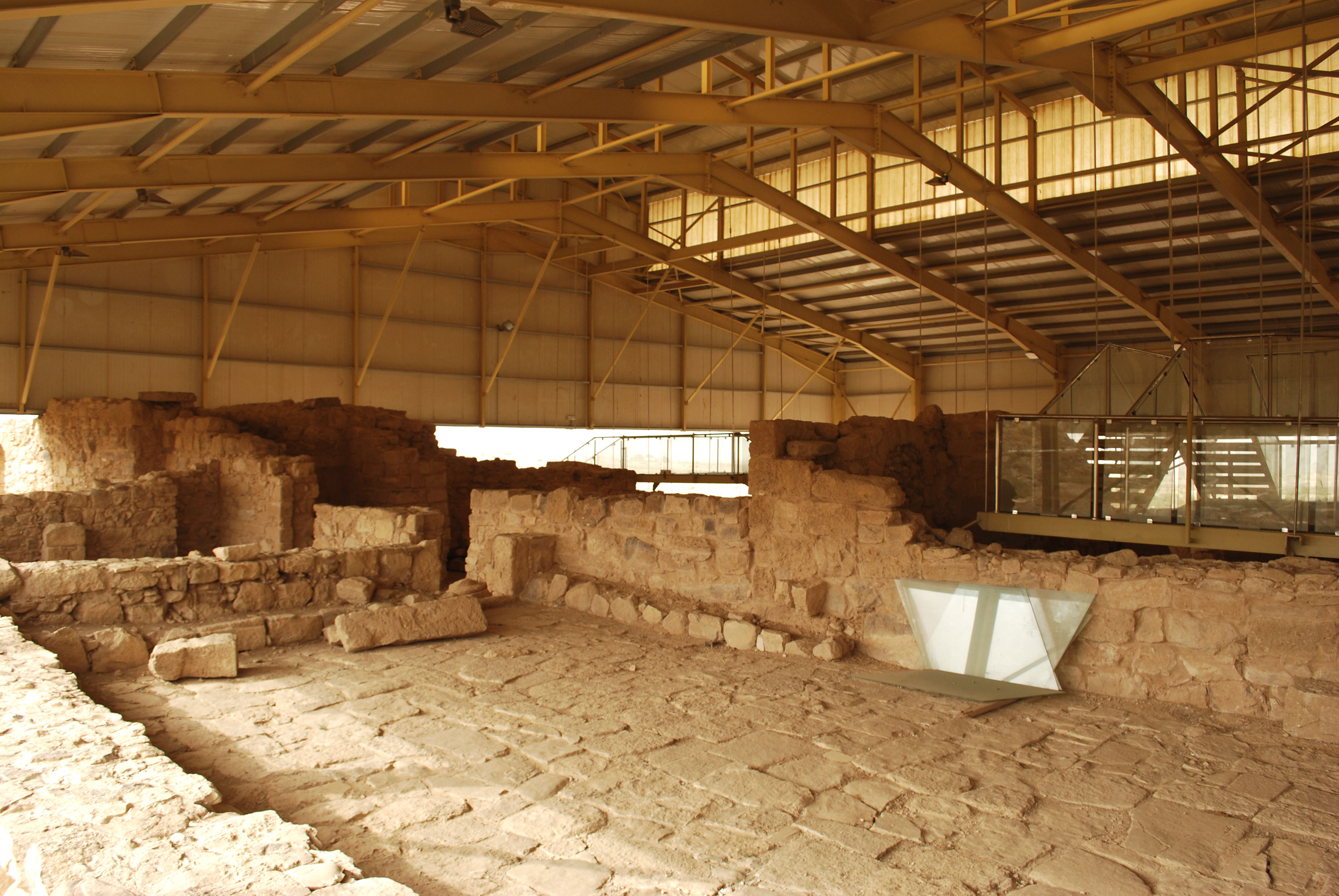
كنيسة القديس ستيفان "أسطفان" بالمدينة.

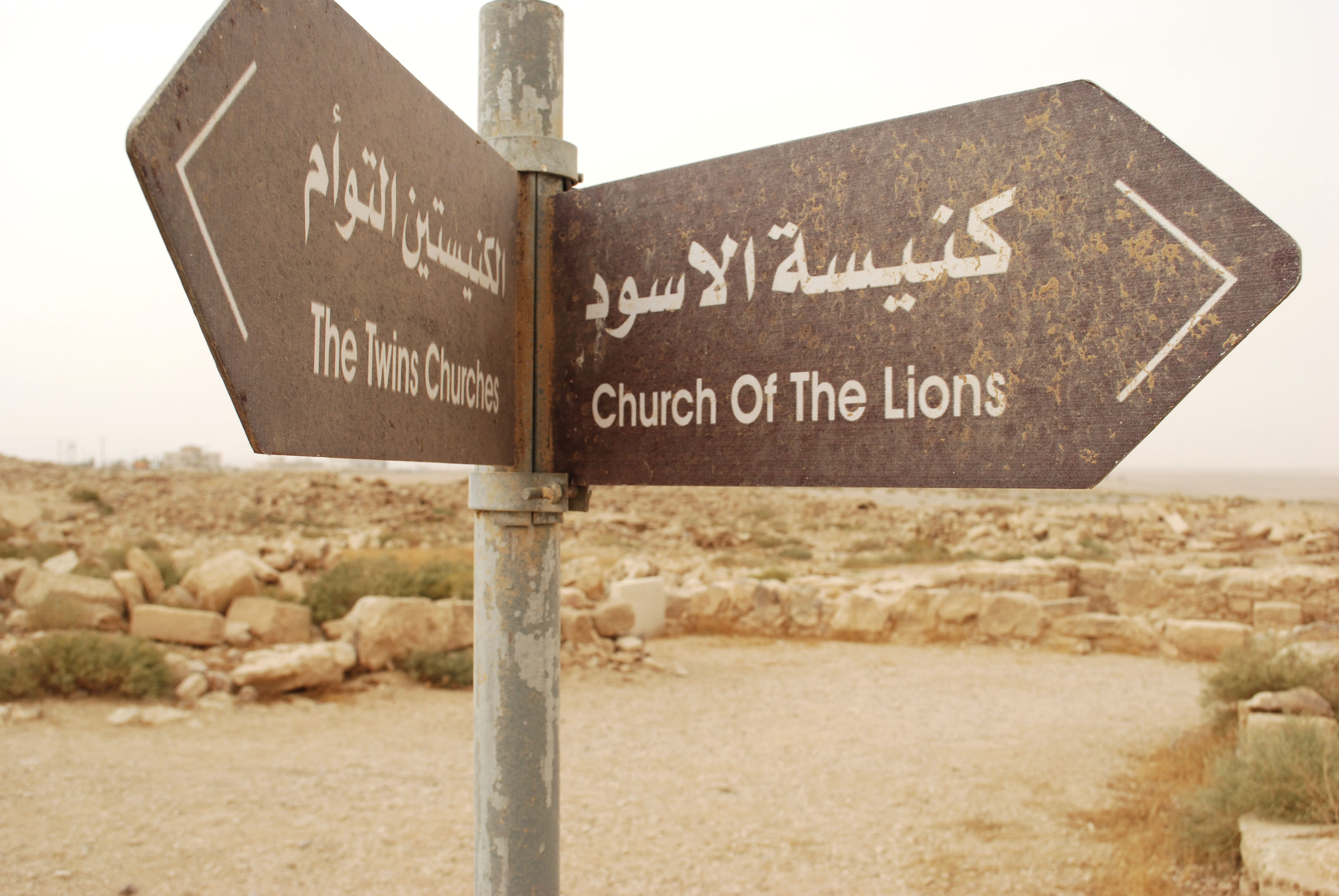
تحوي المدينة على عدد كبير من الكنائس التاريخية.

يُطلق عليها أيضًا "كنسية القديس اسطيفانيوس" أو "استيفان". تتميز هذه الكنيسة بأرض ضخمة مرصوفة بالفسيفساء منذ عام 718 م. لا تزال محفوظة حتى أيامنا هذه. تصور هذه الفسيفساء - التي تزيد مساحتها عن 500 متر مربع - رسوماً لعدد من المدن البارزة التابعة للأرض المقدسة من جهتي نهر الأردن الشرقية والغربية، حيث تم وصف 8 مدن في فلسطين و9 مدن في الأردن، بالإضافة إلى 10 مدن في دلتا النيل. ومن أهم تلك المدن القدس وميفعة (أم الرصاص) والإسكندرية. هذه التحفة المعمارية هي الثانية من نوعها بعد خارطة فسيفساء مادبا الشهيرة عالمياً التي تصور القدس والأراضي المقدسة. وعلى الرغم من تعرض أرضية فسيفساء كنيسة القديس اسطفان لعملية حفظ، لكنها بحاجة إلى عمل استثنائي. هناك صيانة مستمرة وخطة لترميم البرج العمودي التي هدفها تحقيق الاستقرار والسماح أيضا بدراسة الواجهات. بشكل عام لقد تحسنت أوضاع الحفاظ في هذين الصرحين، المرتبطان بتاريخ الرهبنة والتوحيد، وفي مناطق أخرى في الموقع.
كنيسة القديس سيرجيوس
وهي عبارة عن كنيستين، يُطلق عليها أيضًا "الكنيسة التؤام"، أو "كنيسة الأنهار وشجرة النخيل". توجد داخل أسوار الحصن في نفس موقع أم الرصاص ميفعة. بدأت الحفريات فيها منذ عام 1987 الكنيستان اللتان تؤلفان هذا الزوج هما كنيسة الانهار (الشمالية) وكنيسة شجرة النخيل (الجنوبية)، وتُعتبر الكنيستان من الطراز البازيلكي. ومن خلال دراسة المخطط المعماري للكنيسة التوأم نلاحظ أن كنيسة الأنهار الشمالية قد تم بناؤها في مرحلة تسبق بناء كنيسة شجرة النخيل الجنوبية.
كنيسة القديس بولس
هذه الكنيسة لديها خصائص مشتركة مع المباني الدينية الأخرى في أم الرصاص. لها مدخلان في الجدار الجنوبي بخصائص مشتركة مع كنيسة القديس ستيفن. الاختلاف هو في وجود رواق مبلط أمام الباب في الجانب الشرقي. يتميز أيضاً بوجود رواق بأعمدة أمام البوابتين. وعلاوة على ذلك، من الناحية الطقسية يلاحظ في الكنيسة كِشكان على الجدار الشرقي لهما علاقة مع غطاء حاوية الآثار الدينية المقدسة الذي وجدت خلال التنقيب.
بنيت كنيسة القديس بولس والفسيفساء في النصف الثاني من القرن السادس في وقت المطران سيرجيو كانت تستخدم بشكل طقوسي على الأقل حتى منتصف القرن الثامن. بعد ذلك سكن فيها عائلة بدوية التي بنيت غرفة إضافية في داخل وخارج الكنيسة. السكن دام حتى القرن العاشر عندما انهار السقف. بعد سقوط الأقواس تبعت فترة غير معروفة.

### برج الناسك
هو برج يقع على بعد 1.5 كم شمال غرب الحصن ويبلغ ارتفاعه 15 م بقاعدة مربعة (2.5× 2.5 م) ويحيط به ساحة مُسوره بنيت فيها كنيسة، وفي أعلى البرج غرفة كانت مسقوفة بقبة، ويعتقد بأن البرج استعمله بعض الرهبان للتعبد. من جهة أخرى، يرى باحثون أن البرج لم يكن لأغراض دينية، بل هو نقطة حماية وتنبيه للأخطار الممكن إتيانها من الصحراء وأيضا لحماية الماء المحفوظ في الآبار المجاورة، مع الأخذ بعين الاعتبار أن البعض من الباحثين وعلماء الآثار ظل يظن وما يزال أن البرج أُقيم لأغراض دينية تقشفية.

## أهمية دينية

### مسيحيًا

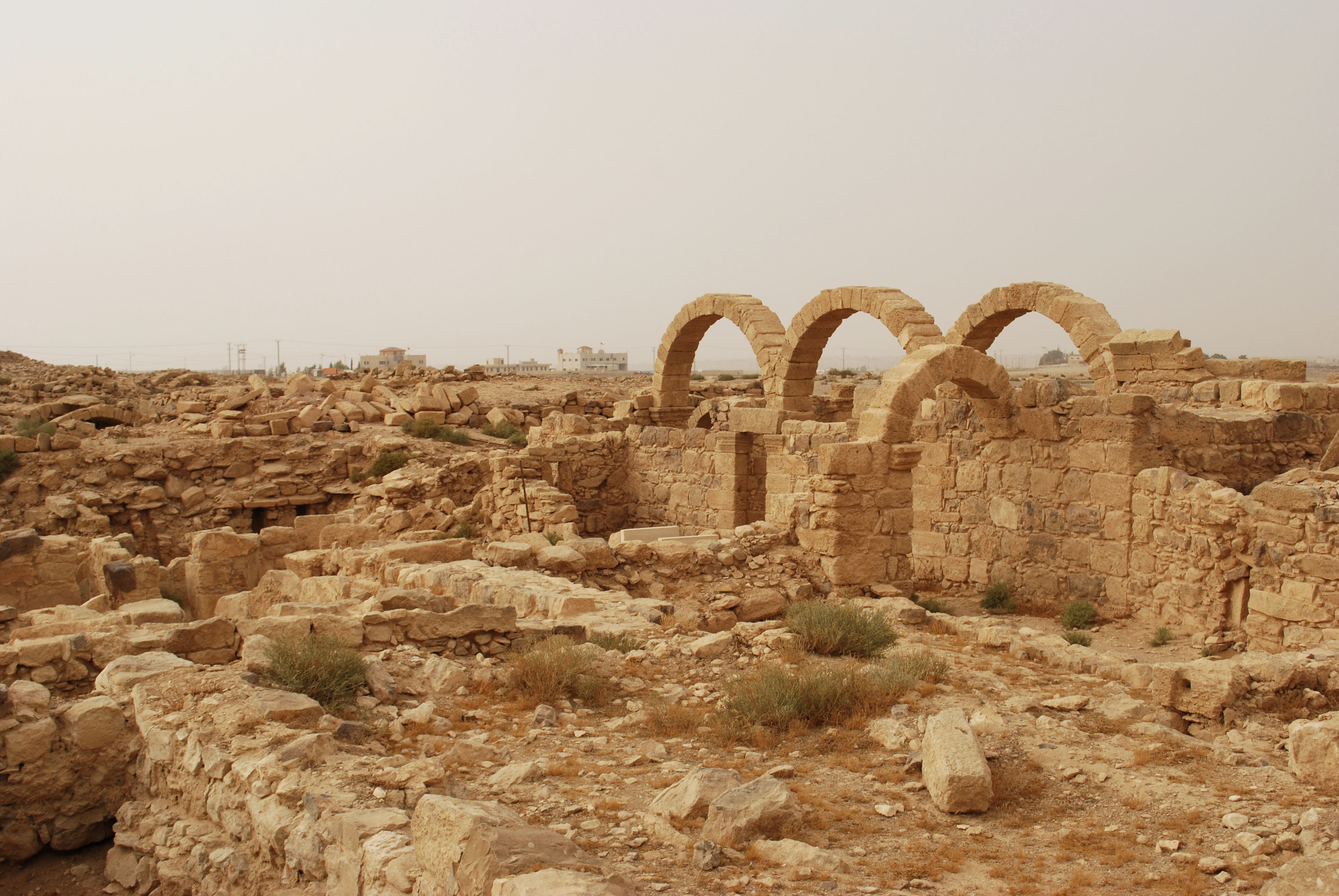
مباني كنسية في المدينة.

كانت أم الرصاص قديما تعرف باسم "ميفعة" وتحتوي على آثار للأنباط والرومان والبيزنطيين ومن بدايات الإسلام من أواخر القرن الثالث إلى القرن التاسع الميلادي وتوجد أربعة عشر كنيسة يعود معظمها إلى القرنين الخامس والسادس الميلادي، وأهمها كنيسة القديس اسطفيان التي شيدت خلال الحكم العباسي في القرن الثامن الميلادي سنة 719م. وهنالك أيضا برج الناسك سمعان العمودي علوه حوالي خمسة عشر مترا استخدمه الرهبان قديما طلبا للعزلة. وتم اكتشاف سبعة كنائس جديدة في قرية الجميل وهي من قرى أم الرصاص تبعد حوال 3 كيلو متر غرب أم الرصاص وتعود أيضا إلى القرن الخامس والسادس ميلادي.
وقامت وزارة السياحة والآثار الأردنية بإدراج الموقع والترويج له ضمن المسار السياحي الديني الذي يرتبط بمحافظة مادبا. حيث يعتبر أحد أهم المواقع التي يرتادها الحجاج المسيحيون من شتى بقاع الأرض خلال المسار السياحي الديني الذي يربط محافظة مأدبا بأم الرصاص، حيث يبدأ من المغطس، ثم جبل نيبو، وكنائس مادبا، وقلعة مكاور، وأم الرصاص. وهذا المسار يحتوي على ثلاثة مواقع حج مسيحية من أصل خمسة مواقع تم اعتمادها من قبل البابا يوحنا بولس الثاني في العام 2000، وتم التأكيد على هذه المواقع من قبل البابا بنديكتوس السادس عشر خلال زيارته للأردن العام 2009.

### إسلاميًا
ذكر في تاريخ ميفعه - أم الرصاص حاليًا- أن النبي محمد قد زارها عندما كان يافعا قبل النبوة. وكان بها راهب يُسمى "بحيرة" ضمن مجموعة من الرهبان، وقد رأى ملامح النبوة في محمد خلال اللقاء القصير العابر الذي جمعهما في أم الرصاص.

## الاقتصاد

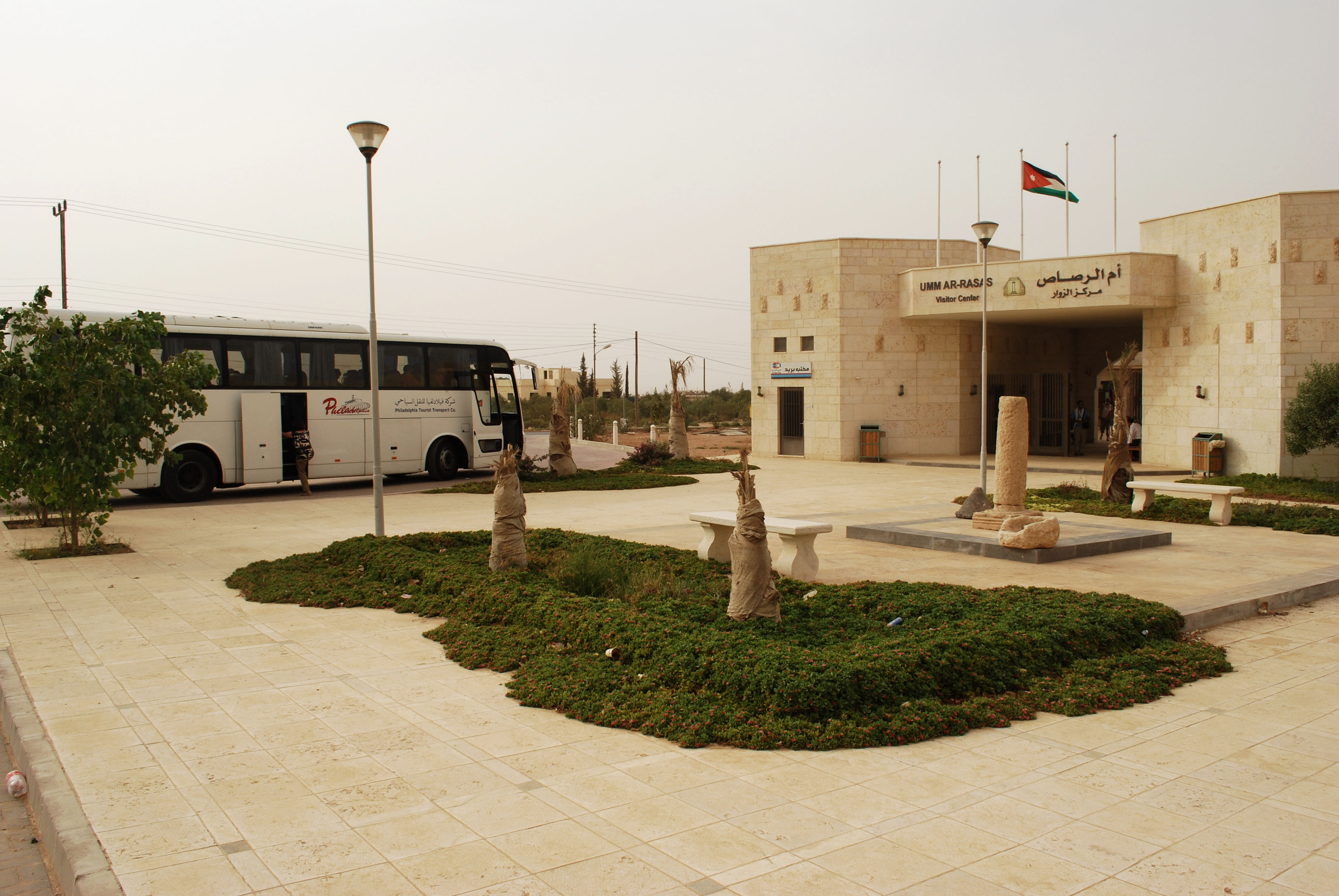
مركز الزوار في المدينة.

تنتشر في أم الرصاص العديد من المزارع الكبيرة على الرغم من مناخ وتربة المنطقة الصحراوية. وتقوم هذه المزارع أساساً على الآبار الأرتوازية المحفورة في المنطقة.
قامت وزارة السياحة والآثار الأردنية بدعم وتمويل من الاتحاد الأوروبي على تنفيذ مشروع تطوير موقع أم الرصاص القديمة، وهو من المشروعات الحيوية التي تم تنفيذها لتنشيط الحركة السياحية في المنطقة، حيث تم إنشاء مركز الزوار، وهو العنصر الرئيس من عناصر ترويج وحماية الإرث الحضاري الذي تم تمويله بتكلفة 2.5 مليون يورو من الاتحاد الأوروبي.

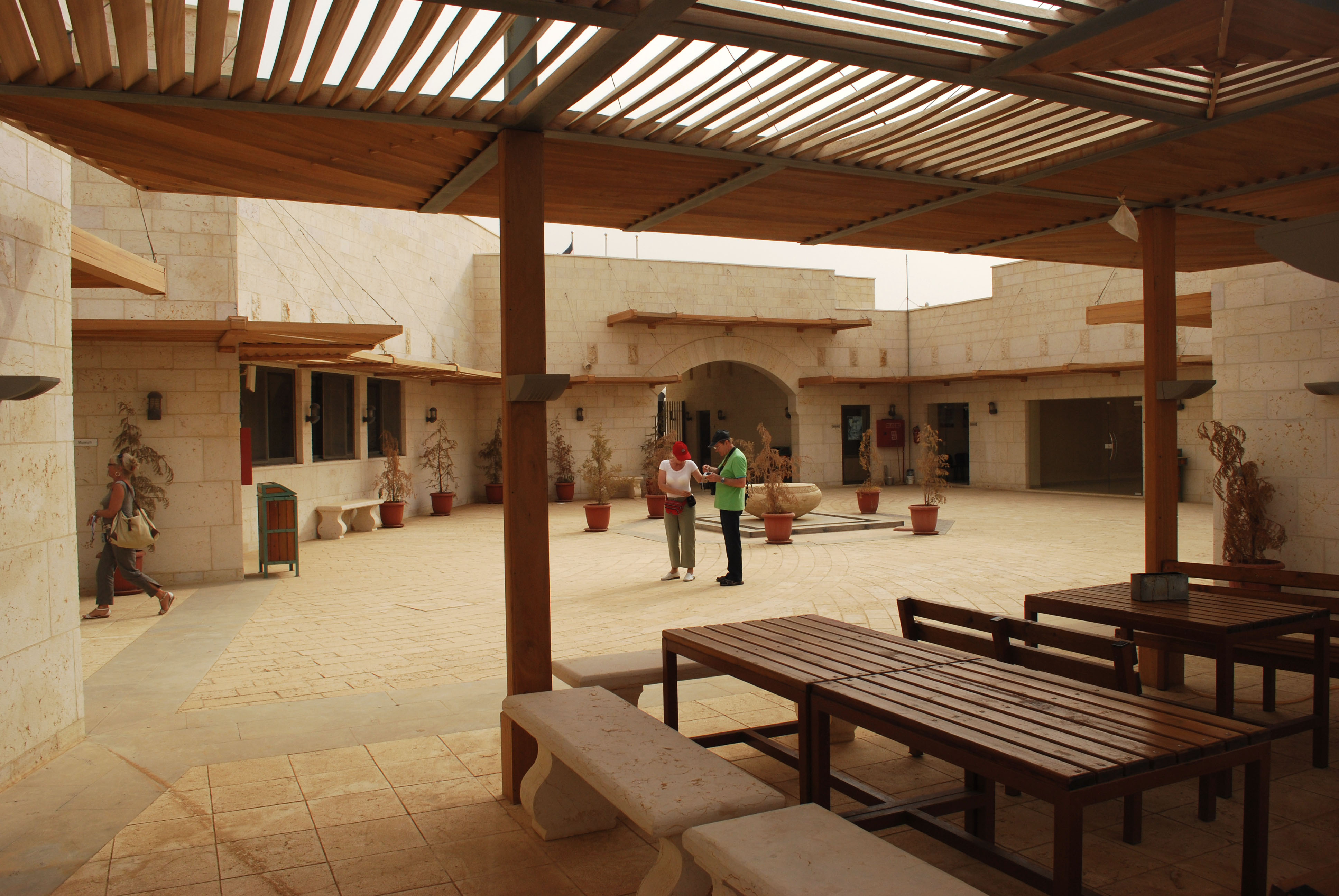
البازار الشرقي والإستراحة.

ويحتوي المركز الذي أقيم على مساحة 800 متر مربع، على الخدمات والتسهيلات كافة بما في ذلك مطعم مزود بكل المرافق اللازمة، إضافة إلى مساحات وممرات تشتمل مواقف للحافلات والسيارات السياحية، حيث توجد خطة لإدارة وإيجاد فرص عمل لأبناء المنطقة وبناتها. ويحتوي الموقع على قاعات للاستقبال ومكاتب إدارية ومركز للبريد ومكاتب للشرطة السياحية وقاعات لعرض سيدات المجتمع لمنتوجاتهم وكافتيريا ومطعم ومرافق صحية وأخرى للتسهيلات على الزوار، إضافة إلى مكتب الشرطة السياحية.
ويساهم المركز في إيجاد فرص استثمارية متخصصة في القطاع السياحي يقوم المجتمع المحلي بإدارتها وتشغيلها مثل خدمات الطعام والشراب وتصنيع وإنتاج الحرف اليدوية الخاصة بالمنطقة، وبالتالي إيجاد فرص عمل تساعد على الحد من نسبة البطالة في المنطقة وترفع مستوى المعيشة لسكان المنطقة، حيث أنها تعتبر أحد جيوب الفقر في الأردن.

## السكان

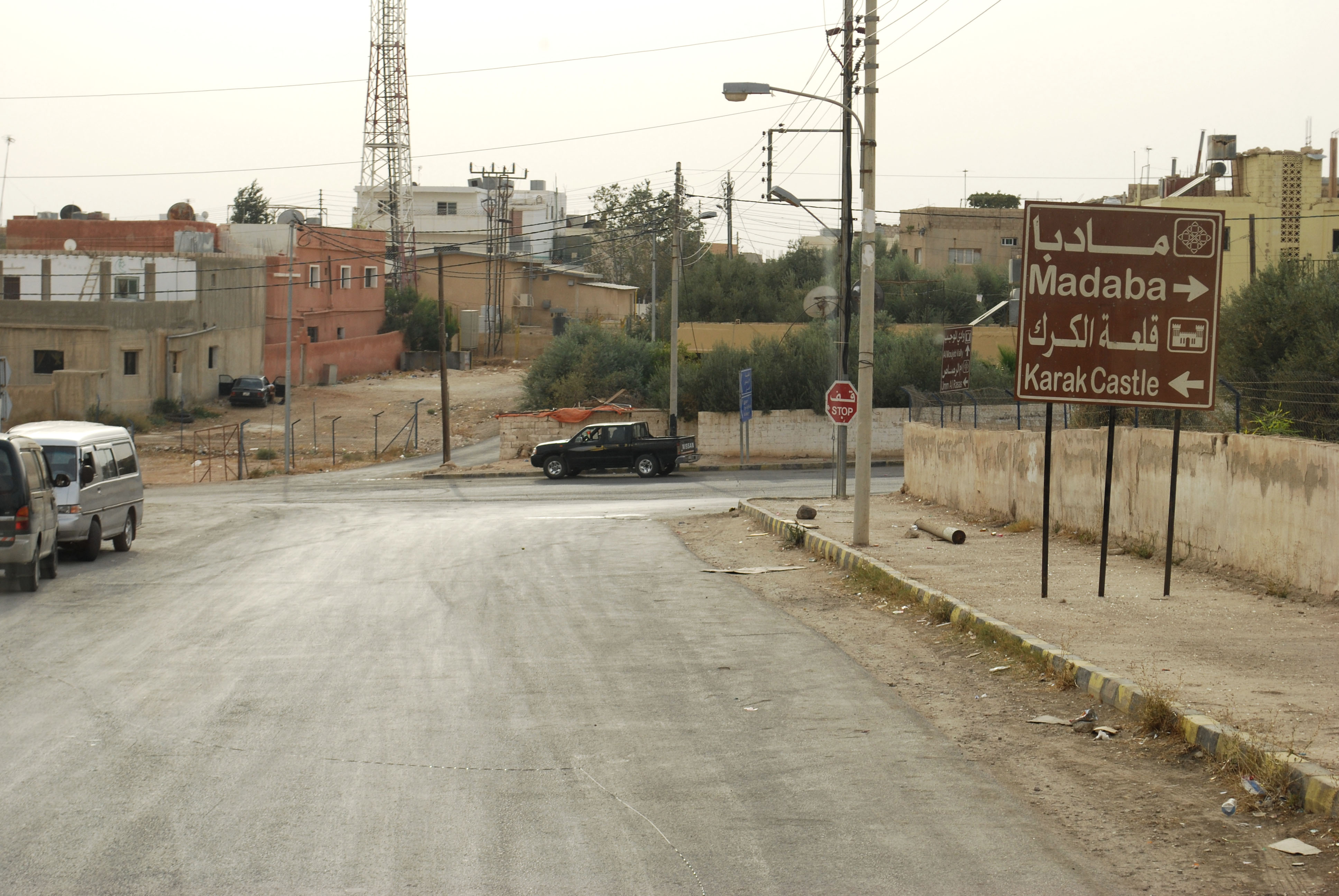
القرية اليوم.

يسكن منطقة أم الرصاص حوالي 4,200 نسمة، ويرتبطون تجارياً بالجيزة ومادبا.

## اللاهون
تقع إلى الجنوب الغربي من أم الرصاص على بعد 15 كم منطقة أثرية، يُطلق عليها اللاهون أو "أرنون القديمة"، وهي قرية تقع على حدود بلدية ذيبان، حيث تشرف على بحيرة سد الموجب في محافظة مادبا. يحتوي هذا الموقع على آثار عديدة من العصور المختلفة، منها آثار مؤابية وبيزنطية، والقلعة التي تعود للعصر الحديدي الثاني، والمعبد النبطي، والمسجد المملوكي، والبيوت العثمانية. يحيط بالقرية المؤابية المخطط لها بشكل جيد، جدار حدودي مزدوج، حيث استرشد المؤابيون بمسطح 200X50م محمي من المنحدرات الجنوبية، الشرقية، والغربية بشكل طبيعي. كانت المستوطنة تضم ساحة رئيسية يحيط بها بين 60-100 منزل على مساحة قدرها حوالي 1700 متر مربع.

## موقع للتراث العالمي
المعايير

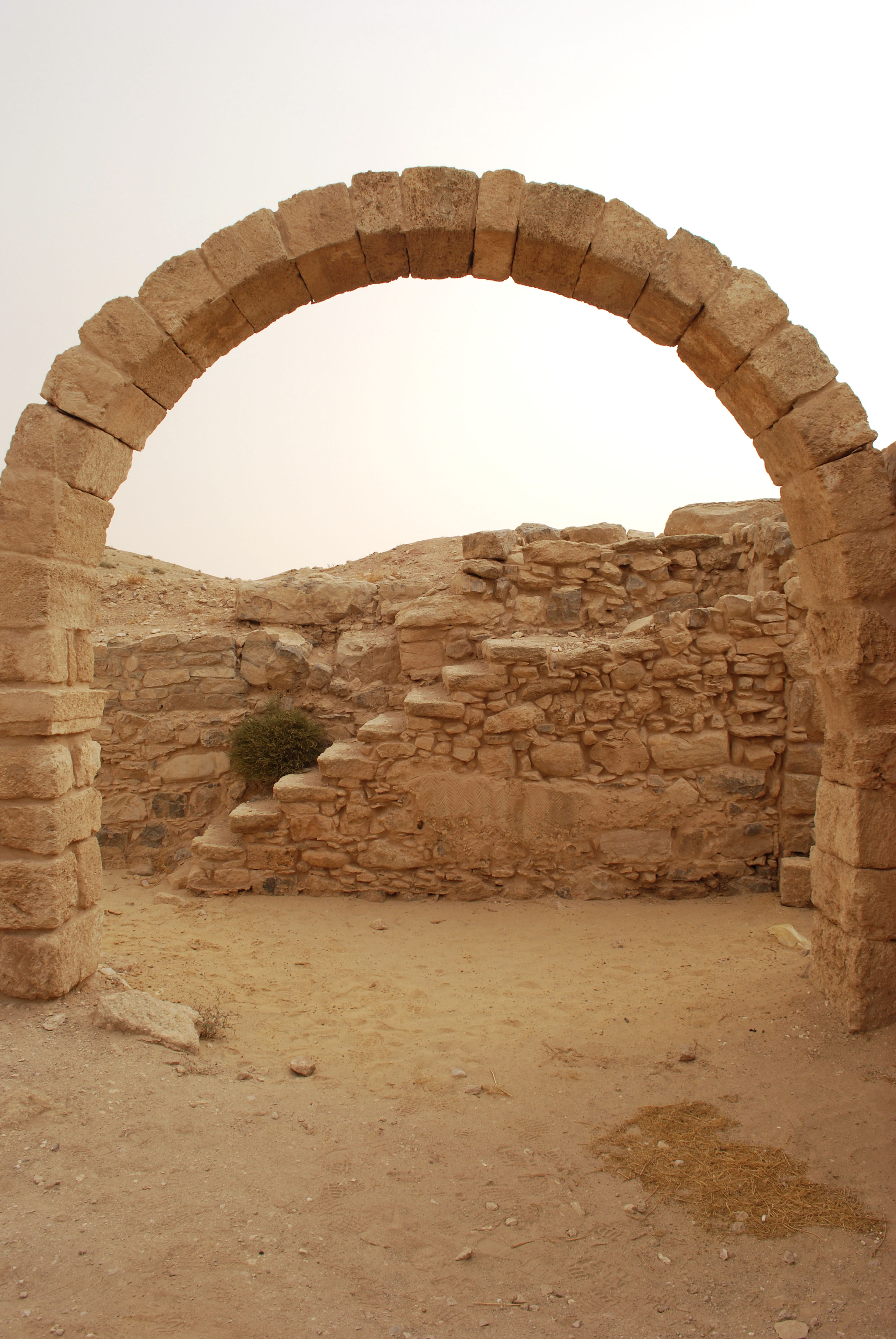
أقواس بازيليكا في المدينة القديمة.

ذكر تقييم الايكوموس (ICOMOS) التابع لليونسكو أن الموقع محافظ على أصالته الكاملة. العناصر الوحيدة التي تعتبر غير صحيحة: هي التغطية فوق الفسيفساء - وقوسين تم إعادة بنائهما. التغطية لها دور مهم في الحفاظ، وتأثيرها السلبي الوحيد هو التأثير على كمال الموقع. على الرغم من ذلك فهو مؤقت وهناك خطط تم إعدادها لإنشاء تغطية جديدة. وقد تم إدراج أم الرصاص كواحدة من ثلاثة مواقع تاريخية ثقافية على لائحى التراث العالمي في عام 2004 لاستيفائها عددًا من المعايير، وهي كالتالي حيب وصف اليونسكو:
- المعيار الأول (I) : أم الرصاص هي تحفة من العبقرية الخلاقة للإنسان نظراً إلى الصفات الفنية والتقنية لفسيفساء أرضية كنيسة القديس اسطفان.
- المعيار الرابع (IV) : في أم الرصاص مثال كامل وفريد من نوعة للأبراج العمودية (stylite towers).
- المعيار السادس (VI) : أم الرصاص ترتبط ارتباطاً قويًا بالرهبنة وبانتشار التوحيد في المنطقة بأسرها، بما في ذلك الإسلام.[45]

تحديات
وافق أعضاء البعثة على حقيقة أن وضع الموقع تحسّن بشكل كبير بعد التدابير التي اتخذتها السلطات المسؤولة من أجل معالجة القضايا الرئيسية التي أُثيرت من قبل لجنة التراث العالمي، وخصوصا النقاش حول إمكانية تسجيل الموقع على قائمة التراث العالمي في خطر، والذي يبدو أنه ليس ضروري بعد الآن. إلا أنه توجد بعض المخاطر التي تهدد هذا الموقع، من أهمها:
- خطر الزلازل. حيث أن الموقع قريب من البحر الميت، الذي ينتمي إلى منطقة زلزالية '3' بقوة 8 بمقياس ميركالي والتي تتطابق مع 6,2-6,9 بمقياس ريختر. هناك العديد من الهياكل في أم الرصاص بحاجة إلى اهتمام خاص من أجل زيادة قدرتها على مقاومة الزلازل، مثل الأبراج العمودية والأقواس التي أعيد بناؤها.
- المخاطر البيئية. حيث أن أم الرصاص عبارة عن منطقة تخضع لظروف مناخية معينة وتتميز بتغيرات كبيرة لدرجة الحرارة، أمطار في الشتاء ورياح عنيفة من الغرب التي تجلب الغبار، وكلها عوامل تسبب ظواهر تآكل خطيرة، وخاصة في بعض أنواع الحجر الجيري الموجود في العديد من العناصر المعمارية للموقع.

كما أن منطقة أم الرصاص تحتوي على كثير من الآثار المهدمة التي تحتاج إلى ترميم بخطط إستراتيجية جيدة وليس عشوائية في انتقاء مواقع الترميم كما في السابق.

## صور

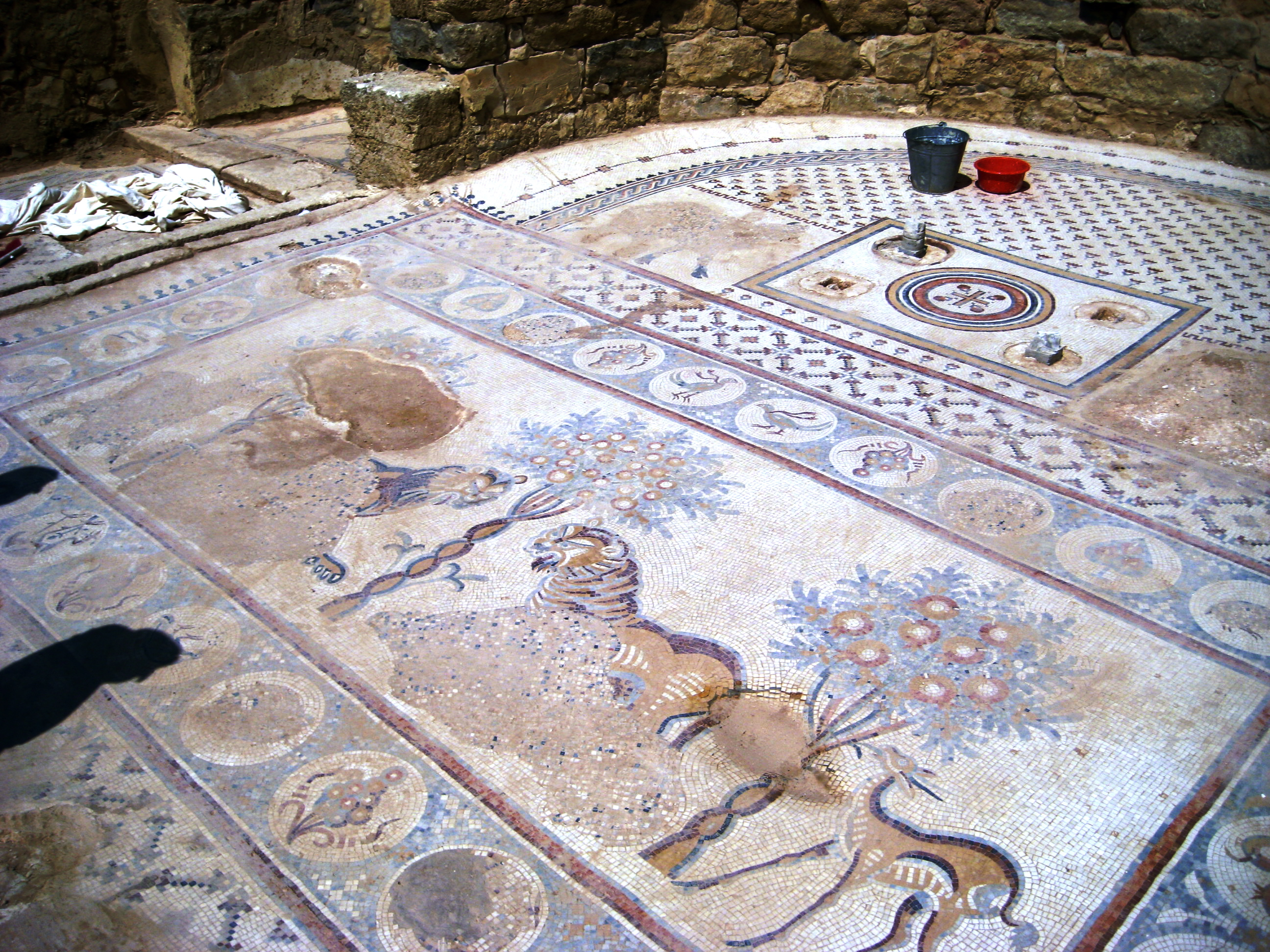
مذبح كنيسة الأسود
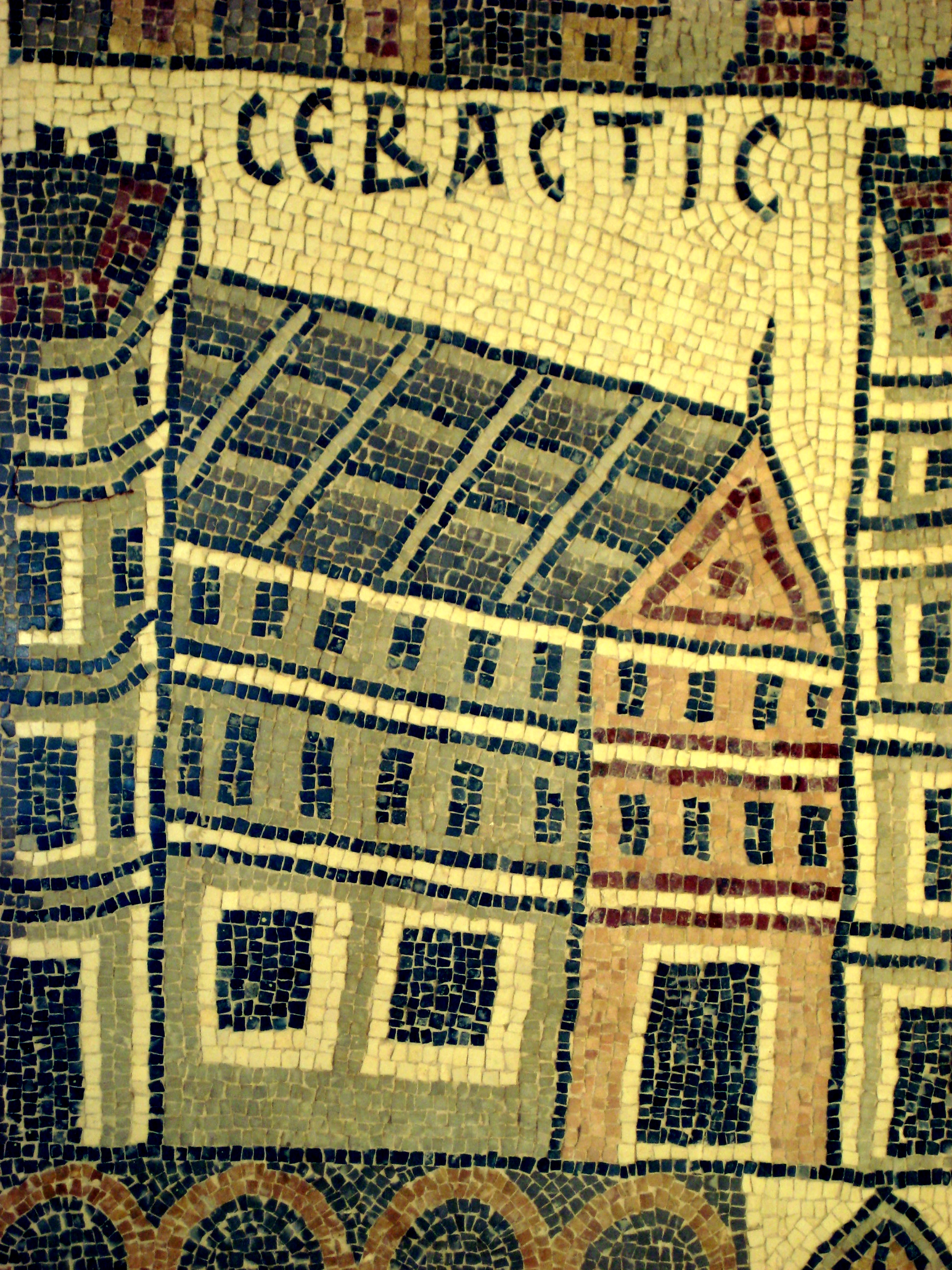
فسيفساء القديس ستيفان
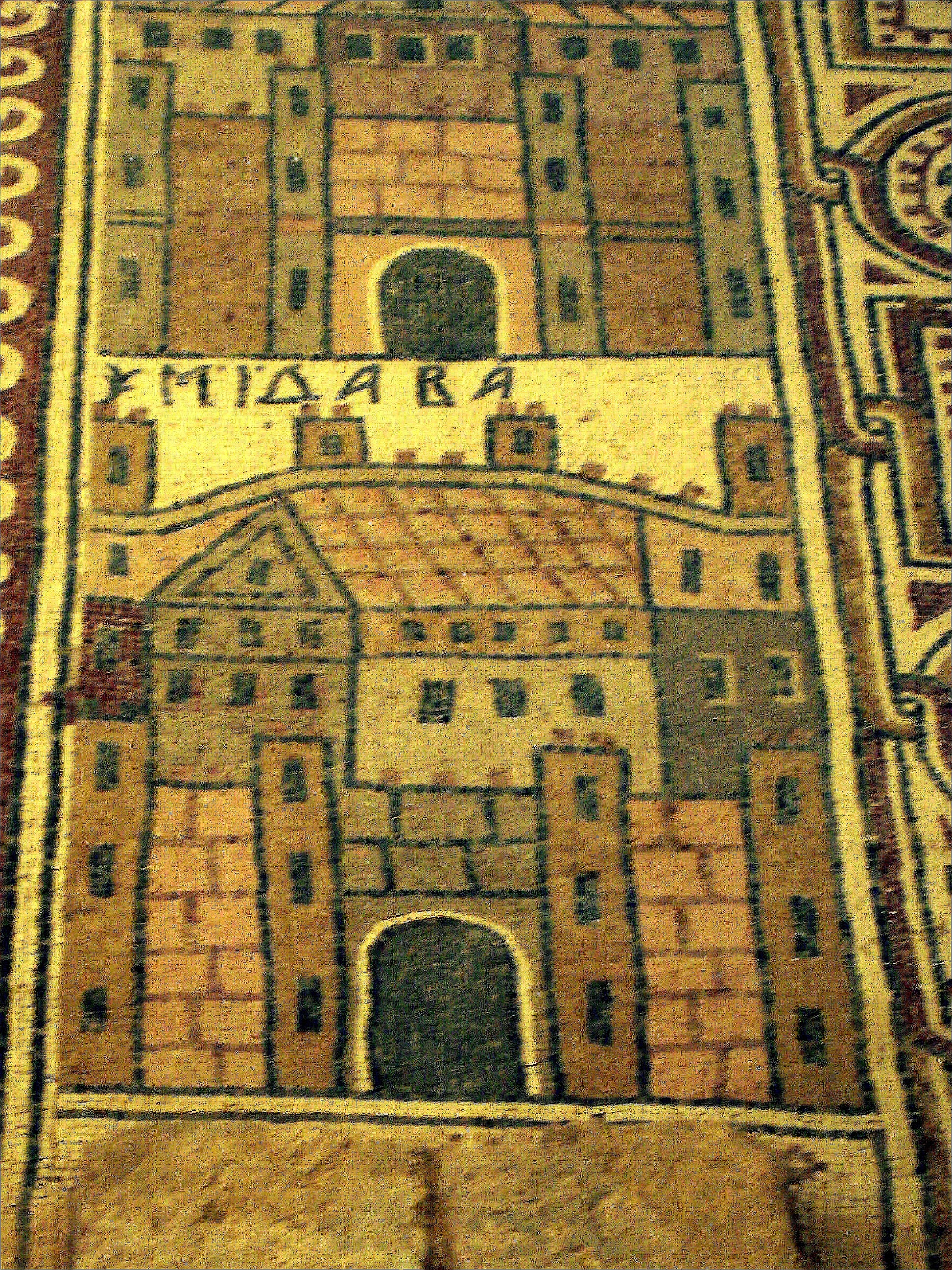
فسيفساء القديس ستيفان
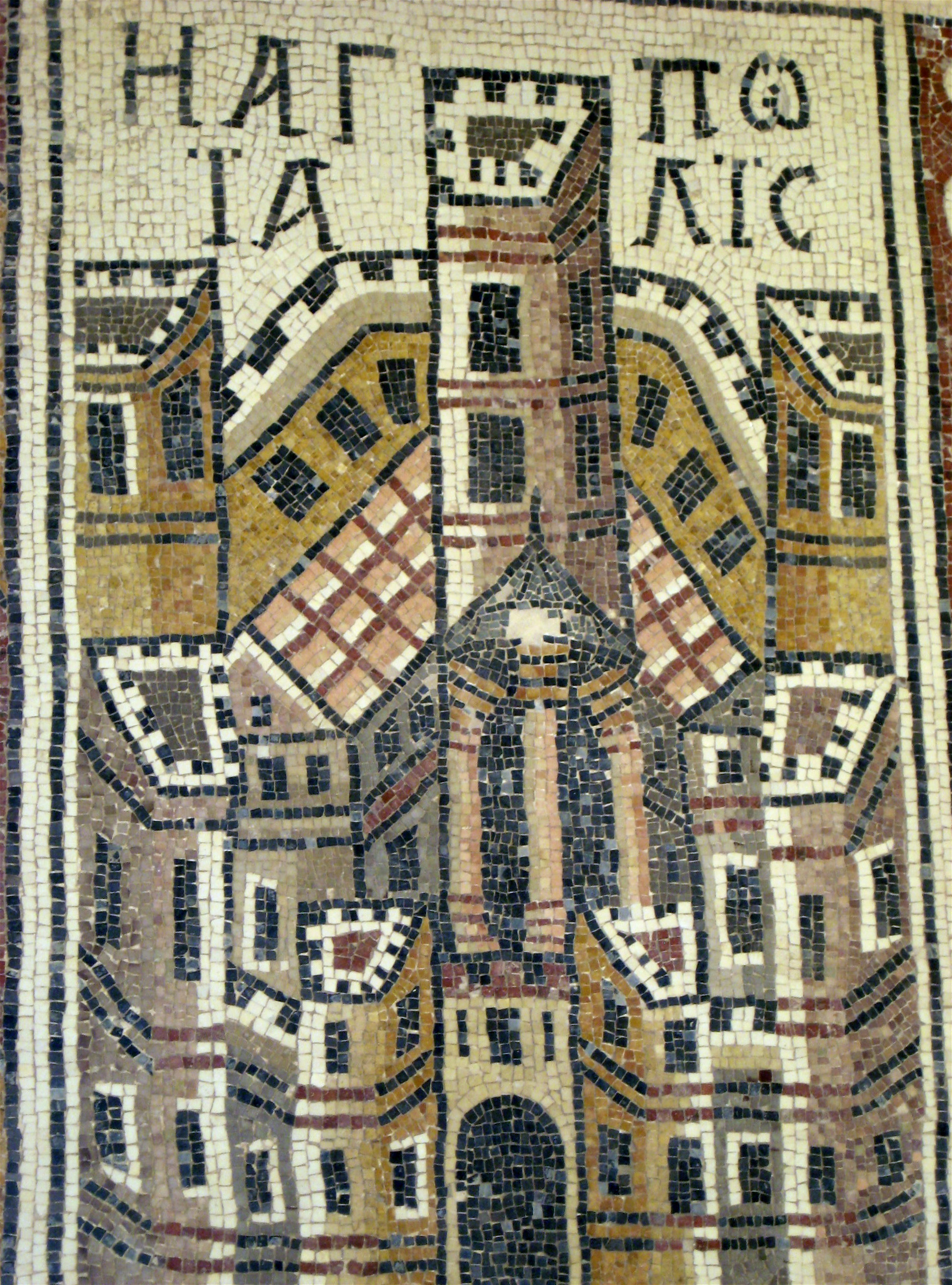
فسيفساء القديس ستيفان
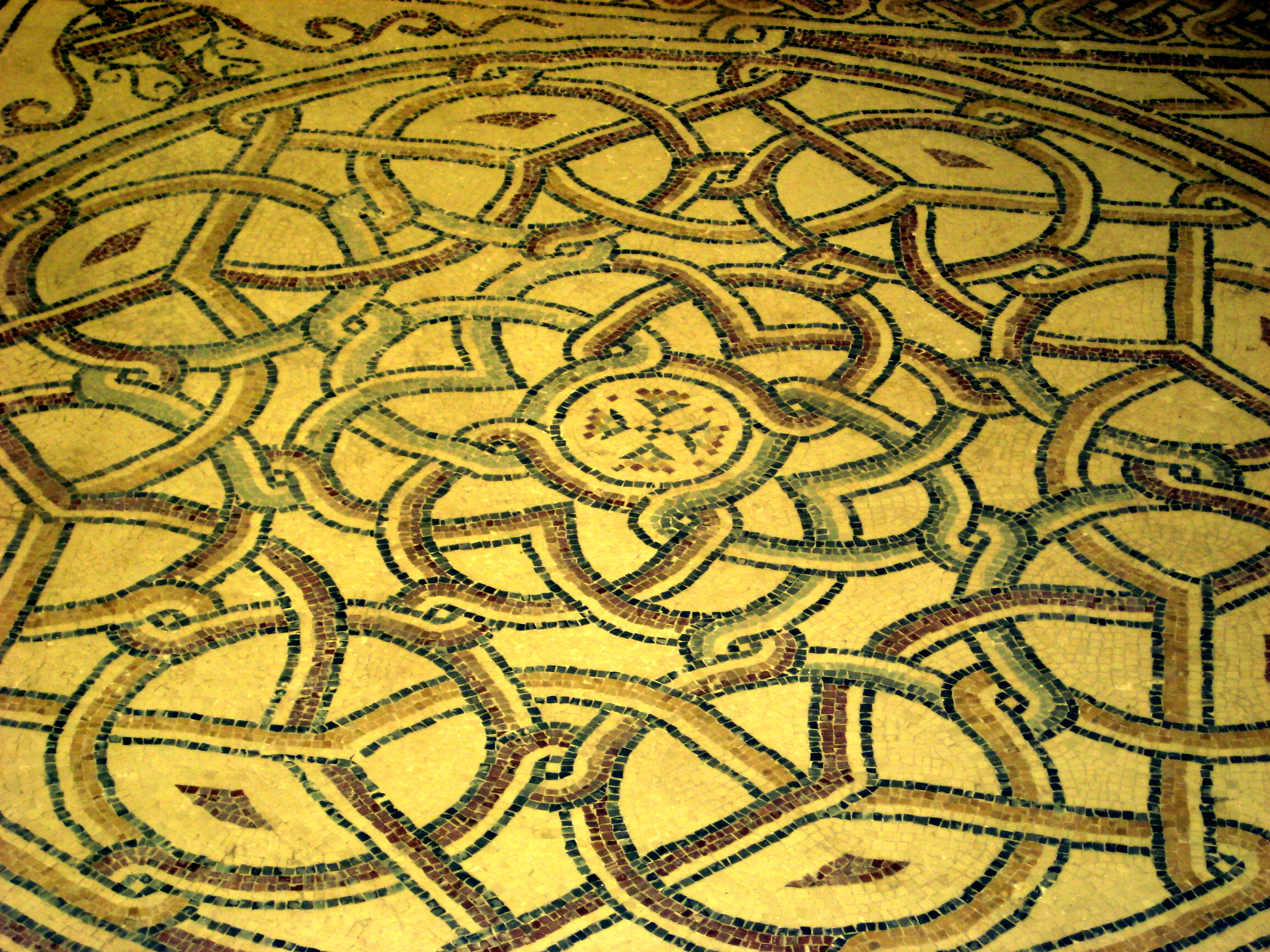
أرضية فسيفسائية
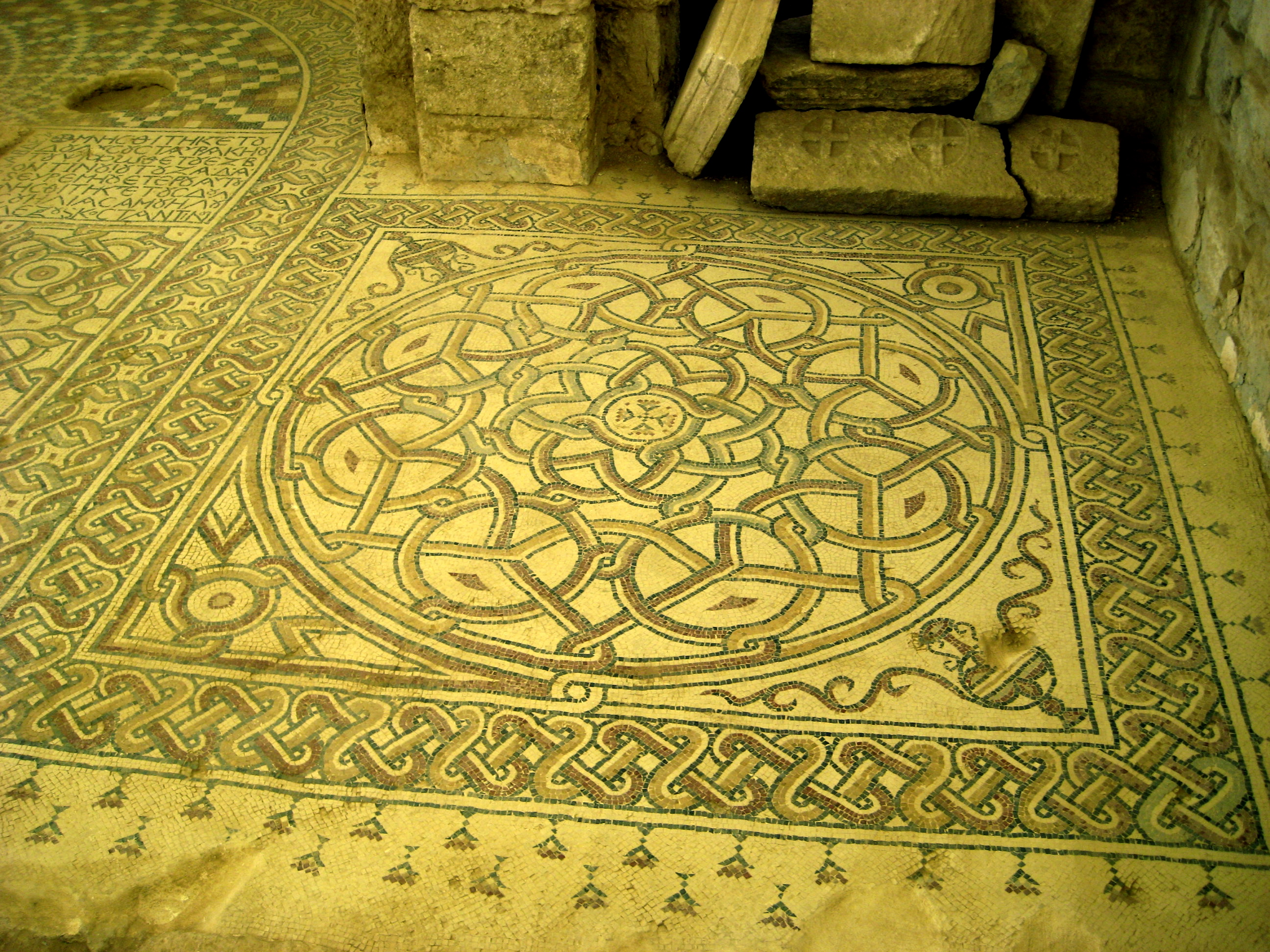
أرضية فسيفسائية